# 平井亜門
平井 亜門（ひらい あもん、1995年9月28日 - ）は、日本の俳優、モデル、シンガーソングライター。三重県出身。ソニー・ミュージックアーティスツ所属。身長175cm。

## 略歴
2017年、smartモデルオーディション2017でグランプリを受賞。
2024年に行なわれた第37回東京国際映画祭にて、出演した映画「ミッシング・チャイルド・ビデオテープ」がアジアの未来部門を受賞。

## 人物
趣味・特技は映画鑑賞、音楽鑑賞、読書、ギター、ウクレレ、危険物取扱（乙4類）。
尊敬するアーティストとしてオワリカラのタカハシヒョウリを挙げている。
2個上の兄がいる

## 出演

### 映画
- PとJK（2017年3月25日公開）
- セブンティーン、北杜 夏（2017年9月9日公開）
- 36.8℃ サンジュウロクドハチブ（2018年7月7日公開） - 桂木将志 役[2]
- 21世紀の女の子「reborn」（2019年2月8日公開）[3]
- 左様なら（2019年9月6日公開） - 飯野慶太 役[4]
- アルプススタンドのはしの方（2020年7月24日公開） - 藤野富士夫 役[5]
- レイのために（2019年制作） - ナカムラ 役
- POUR（2019年制作） - 松太 役
- カーテンコールのはしの方（2021年制作）
- うみべの女の子（2021年8月20日公開） - 大津克俊 役[6]
- シチュエーション ラヴ（2021年8月6日公開） - レイ 役[7]
- 階段の先には踊り場がある（2022年3月19日公開） - 先輩 役[8]
- ほとぼりメルトサウンズ（2022年7月16日公開） - 山田 役
- 神田川のふたり（2022年9月2日公開） - 主演・小野智樹 役[9]
- 恋のいばら（2023年1月6日公開）
- 銀平町シネマブルース（2023年2月10日公開） - 高杉良太郎 役[10]
- 死体の人（2023年3月17日公開）[11]
- はざまに生きる、春（2023年5月26日公開）[12]
- カタオモイ（2023年8月4日公開）[13]
- きみとまた（2023年8月18日公開） - 主演・まるお 役[14]
- almost people「長男のはなし」（2023年9月30日公開） - 藤城 役[15]

- The Night Before prologue（2023年12月15日公開）[16]
- MOON and GOLDFISH（2023年公開予定）[17]
- ミッシング・チャイルド・ビデオテープ（2025年1月24日公開） - 天野司 役[18]
- 恋脳Experiment（2025年2月14日公開） - 佐伯翔太 役[19]
- 早乙女カナコの場合は（2025年3月14日公開）[20]
- パーフェクト・シェアハウス（2025年3月15日公開） - 天王寺翔 役[21][22]
- 代々木ジョニーの憂鬱な放課後（2025年春公開予定）[23]

### テレビドラマ
- 学校のカイダン 第9話（2015年3月7日、日本テレビ）
- メディカルチーム レディ・ダ・ヴィンチの診断 第5話（2016年11月8日、関西テレビ・フジテレビ）
- 女の中にいる他人（2017年1月8日 - 2月19日、NHK）
- スポットライト 第4話（2020年7月28日、TOKYO MX）
- 理想のオトコ 第2話 - 最終話（2021年4月15日 - 5月27日、テレビ東京系） - 最賀 役
- 心霊マスターテープ ーEYEー 第1話（2022年1月8日、エンタメ〜テレ）
- 警視庁・捜査一課長 Season6 第1話・第2話・第5話・最終回（2022年4月14日-21日・5月12日・6月16日、テレビ朝日） - 鳴尾勇志 役[24]
- カナカナ 第15話・第16話（2022年6月8日-9日、NHK総合）
- 運命警察 第1話・第3話 - 第6話（2022年7月13日・27日 - 8月17日、テレビ東京）- 幹夫 役
- サワコ ～それは、果てなき復讐（2022年10月2日 - 、BS-TBS）- 五十嵐ノノ 役[25]
- エルピス-希望、あるいは災い- 第5話（2022年11月21日、フジテレビ）- 西澤健太の友人 役
- ガチ恋粘着獣 第3話 - 最終話（2023年4月23日 - 6月11日、朝日放送テレビ） - ミツクリ 役[26]
- このハンバーガー、ピクルス忘れてる。（2023年8月15日 - 9月5日、TOKYO MX） - 主演・先輩 役[27]
- たとえあなたを忘れても（2023年10月22日 - 12月17日、朝日放送テレビ・テレビ朝日） - 樋口充 役[28][29]
- 必殺仕事人（2023年12月29日、テレビ朝日） - 六助 役
- 初恋不倫〜この恋を初恋と呼んでいいですか〜（2024年7月4日 - 9月5日、BSテレビ東京） - 近広文昭 役[30]
- 40までにしたい10のこと（2025年7月5日 - 、テレビ東京） - 田中颯 役[31]

### 舞台
- 舞台ファンファーレディスカバリーvol.1「溺れた女神、救うは奏で」（2019年1月9日 - 14日、アトリエファンファーレ東新宿） - 早乙女翼 役
- 演劇ユニットfunfair第2回公演「いつか僕らが見る明日」（2019年5月8日 - 12日、新宿シアターモリエール） - 陽斗 役
- ヤングエイジ・ワク公演「シンガロケイト-SWING ALLOCATE-〜人生はスウィング〜」（2019年7月3日 - 7日、アトリエファンファーレ東池袋）
- カンムリプロデュース第6弾「スタンドでチキン。」（2019年9月26日 - 30日、高田馬場ラビネスト） - 織田智也 役
- 劇団 夢神楽「Log@M－ログアットエム－（モンスーン ログ）」（2020年2月7日 - 23日、日暮里d-倉庫） - テラ 役
- 巌流島（2020年、公演中止）
- good morning N°5 祝・結成13周年記念公演「ただやるだけ」（2020年11月19日 - 12月13日、下北沢シアター711）
- アルプススタンドのはしの方（高校演劇ver.） （2021年1月7日 - 11日、浅草九劇） - 藤野富士夫 役（関西チーム）[32]
- フォトシネマ朗読劇「命のバトン」（2021年2月18日 - 21日、労音大久保会館R'sアートコート）
- 朗読劇「星と光の旅」（2021年7月2日 - 7月4日、労音大久保会館R'sアートコート）
- 絵本朗読LIVE「ビロードのうさぎ〜モノクローム〜」（2025年2月6日 - 11日、R'sアートコート）[33]
- 朗読劇舞台「永久保貴一の極めて怖い話 2025」（2025年7月21日、浅草花劇場）[34]

### CM
- カルピスソーダ（2016年6月 - ） - 「ソーダーズ」のギタリスト 役
  - ビジネス用語篇[35]
  - なんだかうまくいきソーダ ひと夏の恋篇[36]
- 17LIVE（2018年 - ）
- 栗山米菓 瀬戸の汐揚（2018年8月25日 - ） - 瀬戸の汐揚を食べる青年 役
  - 瀬戸の汐揚　ひとくち食べれば、あなたもトリコ。篇[37]
- アサヒフードアンドヘルスケア ディアナチュラ（2019年4月9日 - ）
  - テビタ篇[38]
- モスバーガー とびきりハンバーグ（2019年11月28日 - ）
  - とびきりの入店篇
  - とびきりCharge①篇
  - とびきりCharge②篇
- dアニメストア（2020年3月 - ） -アニメ研究ゼミの生徒 役[39]
  - 「みんなの好きが、ここにある。」要素篇
  - 「みんなの好きが、ここにある。」ジャンル篇
- 魔剣伝説（2021年7月13日 - ）
  - 超夏祭り篇
- 東洋学園大学CM 2021（2021年8月10日 - ）
  - 男子学生編
- Ｒｅ就活テレビCM（2021年11月1日 - ）
  - 「20代の働き方」篇

### MV
- ナードマグネット「UPSIDE DOWN」（2017年8月22日）[40]
- Rude-α「Mirror Ball」（2017年12月20日）[41]
- MOSHIMO「圧倒的少女漫画ストーリー」（2018年3月9日）[42]
- GReeeeN「恋」（2018年4月14日） - 美鳥シンジ・真太郎 役[43]
- 夢みるアドレセンス「メロンソーダ」（2018年6月28日）[44]
- ナードマグネット「THE GREAT ESCAPE」（2018年7月11日）[45]
- ウソツキ「名もなき感情」（2018年9月26日）[46]
- さなり「Find Myself」（2019年9月2日）
- Emma Hazy Minami「Plastic Love」（2019年10月16日）[47]
- GIRLFRIEND「それだけ。」（2020年1月28日）[48]
- The Songbards
  - 「窓に射す光のように」（2020年7月29日）[49]
  - 「夏の重力」（2020年8月21日）[50]
- Seven Billion Dots「Fingers Crossed」（2020年11月15日）
- 室田夏海「あした」（2022年2月10日）

### 配信コンテンツ
- Live Shop!
  - 「監禁男子。」（2017年1月25日）
  - 「FORTUNE MASTER #5」（2018年3月17日）
- 恋愛ドラマな恋がしたい シーズン3（2019年5月11日 - 、AbemaTV）[51] - あもん 役
- 「追いかけてキス」シーズン4 第5話（2021年12月31日）[52]
- あすなろステージ「彼はスーツを着ている」（2022年3月26日、TikTok）

### テレビアニメ
- UniteUp!（2023年-2025年） - 五十鈴川千紘 役[53][54]

### 雑誌
- smart

### Web
- 富士通「NETWORK SERVICE VISION「NEW YOU!」」（2018年）
- 総務省「Connect future 〜5Gでつながる世界〜」（2018年10月19日）

### その他
- シャキーン!（2020年6月15日、Eテレ）